# Eta Aquáridas

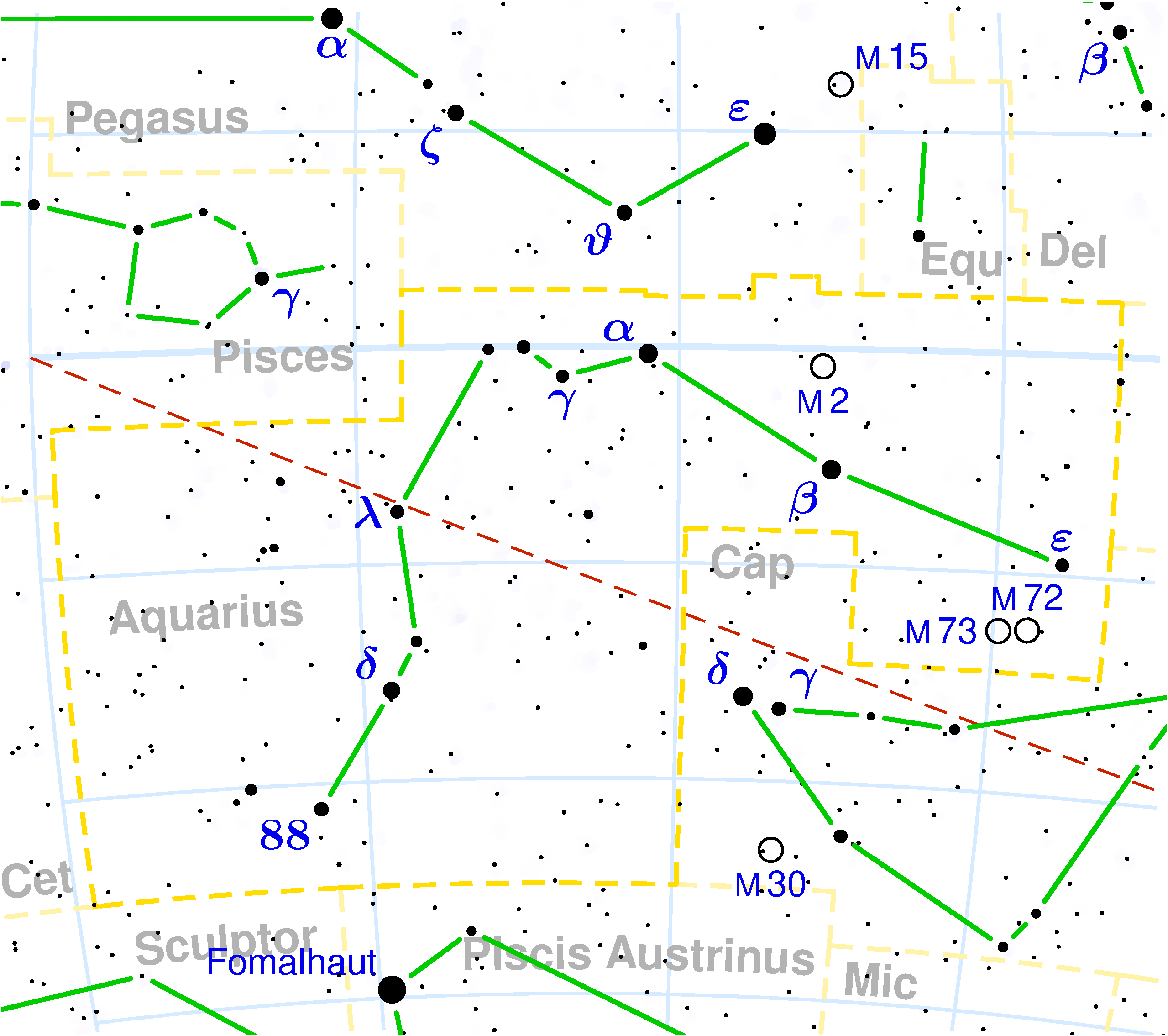
Mapa da constelação de Aquarius, onde se localiza o radiante de Eta Aquáridas

As Eta Aquáridas    (η Aquáridas), Eta Aquarídeos   ou Eta Aquariids  são uma chuva de meteoros cujo radiante está localizado na constelação de Aquarius.

## Observação
O fenômeno está associado ao cometa 1P/Halley  e é visível anualmente entre os dias 19 de abril e 28 de maio.  A atividade máxima ocorre tipicamente por volta de 5 ou 6 de maio, quando podem ser observados até 20 meteoros por hora.   No hemisfério sul a taxa horária zenital é maior do que no hemisfério norte e pode chegar a 40 meteoros por hora.
Seu radiante encontra-se próximo de Eta Aquarii, uma estrela da classe espectral B9 e magnitude aparente +4,04. O mais antigo registro de observações desse evento remonta ao ano 401 e há também registros nos anos 839, 927, 934 e 1009.
A associação dessa chuva de meteoros com o cometa 1P/Halley foi descoberta em 1876 pelo astrônomo britânico Alexander Stewart Herschel e confirmada nos anos subsequentes. No início de maio de 1947 um radiotelescópio do observatório Jodrell Bank, no Reino Unido, detectou pela primeira vez esse evento na faixa de rádio do espectro eletromagnético.